# Telepatía
Singles de Kali Uchis
La luz (fin)
(2020)
Telepatía est une chanson de la chanteuse colombiano-américaine Kali Uchis issue de son deuxième album studio Sin miedo (del amor y otros demonios) (en).

## Composition
Telepatía est une chanson pop qui contient des paroles en espagnol et en anglais.

## Clip vidéo
Le clip vidéo de Telepatía sort le 18 mars 2021. Il est réalisé par Kali Uchis elle-même et filmé dans sa ville natale de Pereira en Colombie.

## Accueil commercial
Après être devenue virale sur l'application TikTok en février 2021, la chanson Telepatía débute à la 29e place du Billboard Global 200 et à la 61e place du Billboard Global Excl. U.S. dans les classements datés du 6 mars 2021.
Aux États-Unis, la chanson entre dans le Billboard Hot 100 en 54e position dans le classement daté du 6 mars 2021. Il s'agit de la première entrée en solo de Kali Uchis dans ce classement. La semaine suivante, elle atteint la 39e place du Hot 100. La chanson se classe aussi à la deuxième place du Hot Latin Songs.

## Classements hebdomadaires
| Classement (2021)                              | Meilleure position |
| ---------------------------------------------- | ------------------ |
| Argentine (Hot 100)                            | 28                 |
| Australie (ARIA)                               | 38                 |
| Autriche (Ö3 Austria Top 40)                   | 74                 |
| Belgique (Flandre Ultratip Bubbling Under 100) | 4                  |
| Belgique (Flandre Ultratop R&B/Hip-Hop)        | 8                  |
| Bolivie (Monitor Latino)                       | 7                  |
| Canada (Hot 100)                               | 45                 |
| Colombie (National-Report)                     | 27                 |
| Costa Rica (Monitor Latino)                    | 13                 |
| Espagne (PROMUSICAE)                           | 51                 |
| États-Unis (Hot 100)                           | 39                 |
| États-Unis (Hot Latin Songs)                   | 2                  |
| États-Unis (Latin Airplay)                     | 24                 |
| États-Unis (Latin Pop Airplay)                 | 7                  |
| États-Unis (Pop Airplay)                       | 36                 |
| États-Unis (Rhythmic Songs)                    | 31                 |
| États-Unis (Streaming Songs)                   | 10                 |
| États-Unis (Rolling Stone Top 100 (en))        | 7                  |
| France (SNEP)                                  | 109                |
| Global 200                                     | 10                 |
| Global Excl. U.S.                              | 10                 |
| Grèce (IFPI Greece)                            | 13                 |
| Irlande (Irish Singles Chart)                  | 33                 |
| Italie (FIMI)                                  | 100                |
| Lituanie (AGATA)                               | 3                  |
| Malaisie (RIM (en))                            | 13                 |
| Mexique (AMPROFON)                             | 1                  |
| Mexique (Mexico Airplay)                       | 19                 |
| Mexique (Mexico Pop Español Airplay)           | 3                  |
| Nouvelle-Zélande (RMNZ)                        | 35                 |
| Pays-Bas (Single Top 100)                      | 73                 |
| Pérou (Monitor Latino)                         | 17                 |
| Porto Rico (Monitor Latino)                    | 17                 |
| Portugal (AFP)                                 | 10                 |
| Roumanie (Airplay 100)                         | 82                 |
| Royaume-Uni (UK Singles Chart)                 | 41                 |
| Royaume-Uni (UK R&B Chart)                     | 26                 |
| Salvador (Monitor Latino)                      | 12                 |
| Singapour (RIAS (en))                          | 11                 |
| Slovaquie (IFPI Singles Digitál)               | 24                 |
| Suède (Heatseeker)                             | 3                  |
| Suisse (Schweizer Hitparade)                   | 36                 |
| Tchéquie (IFPI Singles Digitál)                | 78                 |

## Historique de sortie
| Région     | Date             | Format                       | Label              | Réf.   |
| ---------- | ---------------- | ---------------------------- | ------------------ | ------ |
| Monde      | 18 novembre 2020 | - streaming - téléchargement | - EMI - Interscope | [ 49 ] |
| Italie     | 26 février 2021  | Radio CHR (en)               | Universal          | [ 50 ] |
| États-Unis | 6 avril 2021     | Radio CHR (en)               | - EMI - Interscope | [ 51 ] |